# Língua cómi-permiana
O cómi-permiano, ou komi-permyak (no cirílico: Коми-Пермяцкӧй; no latino: Komi-Permyatsköy) ,é uma língua fino-úgrica relacionada com o cómi e o udmurte. É falado na região da Permiakia no curso alto do rio Kama, Rússia. Escreve-se usando o alfabeto cirílico e é cooficial com o russo no distrito semi-autônomo da Permiakia. Tem aproximadamente 116.000 falantes. Muitos deles são bilingües e utilizam também o russo. 

## Dialetos
O cómi-permiano tem três principais dialetos: o setentrional (no norte da Permiakia, nas margens dos rios Kama e Kosa), o meridional (no sul da Permiakia, na bacia do rio Inva) e o do Alto Kama (no oblast de Kirov). O cómi-permiano também inclui o dialeto cómi-yazva, falado por duas mil pessoas em várias pequenas vilas na parte noroeste do Krai de Perm, próximo ao rio Yazva. Os dialetos do cómi-permiano estão relacionados aos dialetos meridionais do cómi.

## Alfabeto
| А а | Б б | В в | Г г | Д д | Е е | Ё ё |  |
| Ж ж | З з | И и | І і | Й й | К к | Л л |  |
| М м | Н н | О о | Ӧ ӧ | П п | Р р | С с |  |
| Т т | У у | Ф ф | Х х | Ц ц | Ч ч | Ш ш |  |
| Щ щ | Ъ ъ | Ы ы | Ь ь | Э э | Ю ю | Я я |  |